# Jos
Jos é uma cidade da Nigéria, capital do estado de Plateau. Sua população é estimada em 906.580. O prefeito da cidade tem a denominação tradicional de Gbong Gwom Jos, sendo Victor Pam o seu atual líder.